# Laguna Trinidad
A  Laguna Trinidad  é um lago localizado na Guatemala. Localiza-se no departamento de Huehuetenango, Município de Nentón.